# 구글 퍼블릭 DNS
구글 퍼블릭 DNS(Google Public DNS)는 2009년 12월 3일에 발표되어, 구글에서 무료로 제공하는 DNS 서비스로서, 웹 환경을 빠르고 보다 안전하게 하기 위한 노력의 일부이다. 구글에 따르면 2013년 기준으로 구글 퍼블릭 DNS는 하루 평균 1,300,000,000,000건 이상의 요청을 처리할 수 있는, 세계에서 가장 큰 공용 DNS 서비스이다.

## 서비스
구글 퍼블릭 DNS는 다음과 같은 리커시브 네임 서버 주소를 공용으로 제공하며, 애니캐스트 라우팅을 통해 가장 가까운 운영 서버 위치로 매핑해 준다:
| DoH 주소  | https://dns.google/dns-query%5B깨진+링크(과거+내용+찾기)%5D https://dns.google/resolve%5B깨진+링크(과거+내용+찾기)%5D? |
| IPv4 주소 | 8.8.8.8 8.8.4.4 |
| IPv6 주소 | 2001:4860:4860::8888 2001:4860:4860::8844                                                                              |

## DNS64
구글 퍼블릭 DNS64 서비스는 NAT64와의 이용을 위해 다음 2개의 IP 주소에서 공적은 용도로 반복(recursive) 네임 서버를 운영한다. 이 서버들은 DNS 오버 HTTPS와 호환된다.
| DoH 주소  | https://dns64.dns.google/dns-query{?dns}%5B깨진+링크(과거+내용+찾기)%5D https://dns64.dns.google/resolve?name=ipv4only.arpa&type=AAAA%5B깨진+링크(과거+내용+찾기)%5D |
| IPv6 주소 | 2001:4860:4860::6464 2001:4860:4860::64 |

## 역사
2009년 12월, 구글 퍼블릭 DNS가 제품 관리자 Prem Ramaswami에 의해 구글 코드 블로그의 추가 게시물과 더불어 공식 구글 블로그를 통해 런칭이 발표되었다.
2019년 1월, 구글 DNS는 DNS 오버 TLS 프로토콜을 채택하였다.

## 같이 보기
- DNS over HTTPS

## 참조
1. ↑  Geez, Google Wants to Take Over DNS, Too Wired, 3 December 2009
2. ↑  Introducing Google Public DNS, Official Google Blog
3. ↑  Pondering Google's Move Into the D.N.S. Business New York Times, 4 December 2009
4. ↑  Gu, Yunhong. “Google Public DNS Now Supports DNSSEC Validation”. Google Online Security Blog. 2013년 3월 20일에 확인함.
5. ↑  Google DNS Speed
6. ↑  Google DNS FAQ Countries
7. ↑  Mario Bonilla   View profile    More options (2011년 6월 9일). “Announcement on public-dns-announce”. Groups.google.com. 2012년 10월 10일에 확인함.
8. ↑  “Google Public DNS64”. 《Google》 (미국 영어). 2016년 6월 3일. 2020년 5월 26일에 확인함.
9. ↑  Introducing Google Public DNS Official Google Blog, 3 December 2009
10. ↑  “Introducing Google Public DNS”. Google Code Blog. 2009년 12월 3일.
11. ↑  “Google DNS follows Cloudflare and is now using the TLS protocol”. 《PPC Land》 (미국 영어). 2019년 1월 12일. 2019년 1월 13일에 원본 문서에서 보존된 문서. 2019년 1월 12일에 확인함.